# Lázaro Covadlo
Eduardo Lázaro Covadlo (Buenos Aires, 1937), conocido hasta mediados de los 80 como Eduardo Covadlo y más adelante como Lázaro Covadlo es un escritor argentino, afincado en España desde el año 1975. 

## Biografía
En 1997 publica como Lázaro Covadlo, el libro de relatos Agujeros negros. Editado en Francia con el título Trous noirs y en Portugal con el de Buracos negros. Más adelante publicó las novelas Remington Rand, una infancia extraordinaria (1998), Conversación con el monstruo (1998), La casa de Patrick Childers (1999), Bolero (2001), , Las salvajes muchachas del Partido (2009, traducida al búlgaro y publicada en Sofía por la editorial Uniskorp), Taimir y As aventuras de Marina Pons (2014, en portugués)  así como otros dos libros de relatos breves, Animalitos de Dios (2000) y Nadie desaparece del todo (2014).
Es autor también de La bodrioteca de Covadlo, un ensayo humorístico que consiste en una recopilación comentada de pasajes de libros antiguos y estrambóticos. 
Es columnista en la edición catalana del diario El Mundo. En 1992 fue finalista del Premio Planeta Biblioteca del Sur (en Buenos Aires) con su novela Conversación con el monstruo, más tarde publicada por Emecé editores. En 2004 ganó el Premio Café Gijón de ese año por su novela Criaturas de la noche, publicada por Acantilado en España, por Libros del Náufrago en Argentina y por Livros de Areia en Portugal (Criaturas da noite). Sus cuentos aparecen en antologías publicadas por Mondadori, Alfaguara y Ediciones Siruela. Colabora con la revista Qué leer y ha publicado artículos y cuentos en la revista Blanco y negro y el suplemento Babelia, del diario El País, así como en el suplemento literario del diario El Periódico y en las revistas literarias Caleta, Lateral y Turia.
En sus novelas y relatos se destaca un fondo de ironía que en ocasiones linda con el humor absurdo con tintes kafkianos. En Conversación con el monstruo se detecta la impronta de Proust, mientras que su novela La casa de Patrick Childers incursiona simultáneamente en el género gótico y el esperpento valleinclanesco, en tanto que Las salvajes muchachas del Partido narra las aventuras de un anarquista judío de Ucrania que emigra a Argentina y regresa a Rusia, décadas más tarde, para incorporarse al Ejército Rojo.
El propio Covadlo se dice conocedor de los trabajos filosóficos de Gilles Deleuze, Maurice Merleau-Ponty, Roland Barthes, Jean Paul Sartre, Marcel Camus, Michel Foulcault, George Bataille y Fiedrich Nietzsche.